# Alfred Gragnon
Alfred Ghislain Maurice Georges Gragnon, né Singelée le 6 mars 1882 dans le 8e arrondissement de Paris et mort à une date indéterminée après 1940, est un dramaturge et metteur en scène de théâtre, scénariste et réalisateur de cinéma français.

## Biographie
Fils naturel reconnu puis légitimé du préfet Arthur Gragnon, connu surtout comme préfet de Police de Paris de 1883 à 1887 et son implication dans le scandale des décorations déclenché par le gendre du président Jules Grévy, et de la cantatrice belge Marguerite Singelée, Alfred Gragnon va mener une carrière d'avocat à la Cour d'Appel de Paris parallèlement à sa vocation d'homme de théâtre.

## Distinction
- Officier d'Académie (arrêté ministériel du 23 janvier 1907).

## Carrière au théâtre
- 1910 : Jules, ou le mariage inespéré, comédie en un acte, au théâtre Michel (2 juin)[4]
- 1911 : Le Vrai Chemin, pièce en un acte et en vers, à la Comédie-Royale (25 janvier)[5]
- 1912 : Un soir de Pâques, légende roumaine en un acte, avec la collaboration d'Albert Keim, au théâtre des Variétés (juin)[6]
- 1915 : Le Chant du coq, ou l'Alsace toujours française, scène dramatique alsacienne en un acte, au Théâtre-Français de Bordeaux (3 avril). Reprise au théâtre Albert-1er le 17 février 1916.
- 1915 : Pescaïdou le comédien, drame d'actualité en un acte, au Casino d'Arcachon (25 septembre)[7]
- 1916 : L'Attentat de la Maison-Rouge, drame d'espionnage en quatre actes, avec la collaboration de Max Viterbo[8], au théâtre Albert 1er (14 octobre)[9]
- 1922 : Destruction, pièce en 4 actes de Pierre Briance[10], mise en scène d'Alfred Gragnon, au théâtre Albert-1er (10 novembre)
- 1923 : Montre-moi ton coquelicot, revue en deux actes, avec la collaboration de Marguerite Carré, Jean Vorcet, Max Eddy, Delangle et Paul Cadot, à la Cigale (11 décembre)
- 1925 : La Nuit passionnée, opérette en trois actes à grand spectacle, avec la collaboration de Yoris d'Hanswyck, musique d'Henri Morrison, à la Cigale (octobre)
- 1926 : Je m'suis donnée, opérette en trois actes, avec la collaboration de Yoris d'Hanswyck, musique de Louis Hillier, à la Cigale (1er mai)[11]
- 1927 : Marie la Moche, comédie dramatique en quatre actes, au théâtre des Folies-Dramatiques (12 mai)[12]
- 1932 : Salade, pièce en trois actes et seize tableaux, au théâtre de la Potinière (3 février)
- 1932 : Inspecteur Grey, pièce policière en trois actes, au Plaza-Théâtre (10 février)
- 1932 : La Mystérieuse Lady, pièce policière en trois actes, au théâtre de la Potinière (13 juin)
- 1932 : La Femme d'une heure, pièce en quatre actes, à l'Œil de Paris (24 novembre)
- 1933 : Document R 17, pièce policière, avec la collaboration de Pierre Derive, au théâtre de la Scala (juin)
- 1935 : L'Énigmatique Gentleman, pièce policière en trois actes de G. Norgan[13], adaptation d'Alfred Gragnon, au théâtre des Capucines (juin)
- 1935 : Le Souper de San Diego, pièce policière en trois actes, au théâtre des Capucines (17 octobre)
- 1936 : Les Trois nuits de Saïgon, pièce policière en trois actes, au théâtre des Capucines (janvier)
- 1936 : L'Homme qu'on attendait, pièce policière en trois actes avec la collaboration de Raymond Dany, au théâtre des Capucines (mai)
- 1937 : La Dentellière d'Alençon, pièce en vers, au théâtre de Mortagne (13 février)
- 1937 : La Fille aux loups, pièce en trois actes, au théâtre des Capucines (5 avril)

## Carrière au cinéma

### Comme scénariste
- 1917 : L'Attentat de la Maison-Rouge, de Gaston Silvestre
- 1935 : Le Secret de l'émeraude / L'Énigmatique gentleman, de Maurice de Canonge
- 1936 : La Mystérieuse Lady, de Robert Péguy
- 1937 : La Treizième Enquête de Grey, de Pierre Maudru

### Comme réalisateur et scénariste
- 1940 : Grey contre X, co-réalisé avec Pierre Maudru)